# Synodontidae
I Synodontidae sono una famiglia di pesci ossei marini appartenenti all'ordine Aulopiformes.

## Distribuzione e habitat
Sono diffusi in tutti i mari tropicali e sutropicali. Nel mar Mediterraneo sono presenti due specie:
- Synodus saurus molto comune
- Saurida undosquamis, lessepsiano e comune solo nel Mediterraneo orientale[1].

Al contrario della generalità degli Aulopiformes la maggioranza dei Synodontidae frequenta fondi sabbiosi in acque relativamente basse nei pressi di barriere coralline o scogliere. Non mancano comunque le specie di profondità.

## Descrizione
Il corpo è cilindrico e slanciato con bocca molto grande armata di denti lunghi e sottili, di diverse dimensioni e forma. Gli occhi sono posti all'estremità del muso. Non ci sono fotofori. Le pinne ventrali sono molto più lunghe delle pettorali.
La colorazione è variegata e screziata in quasi tutte le specie.
Nonostante che alcune specie tropicali possano raggiungere i 70 cm di lunghezza la maggior parte delle specie non supera i 20 cm.

## Biologia

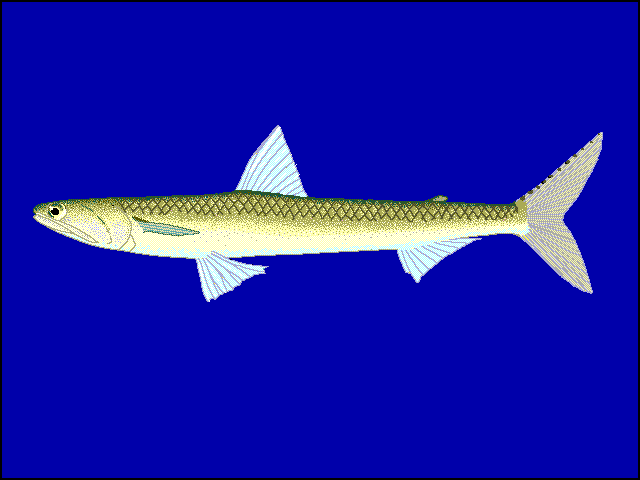
Saurida undosquamis

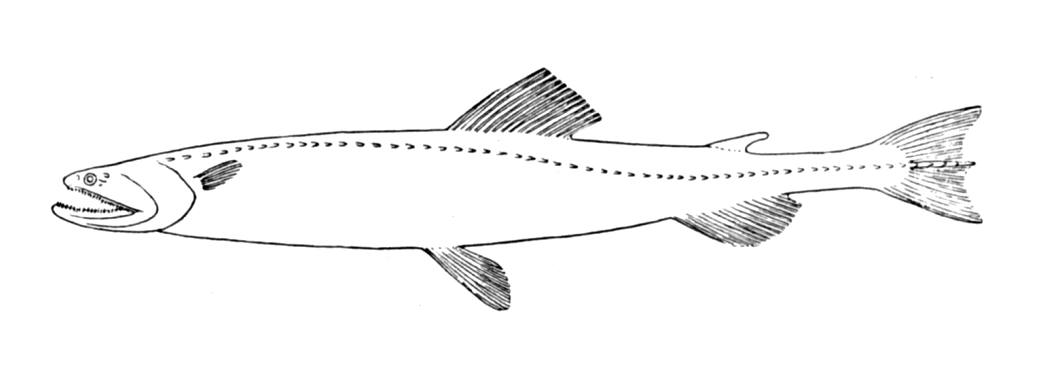
Harpadon microchir

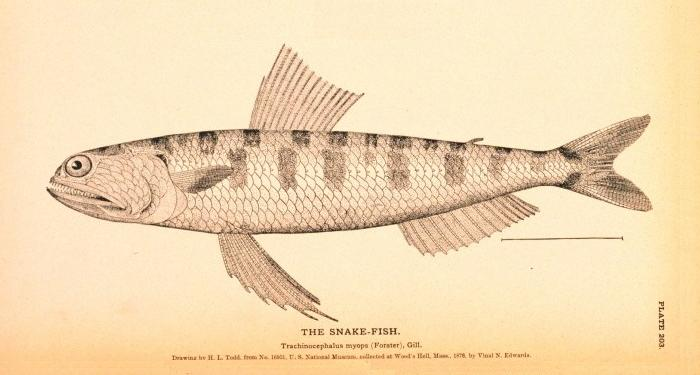
Trachinocephalus myops

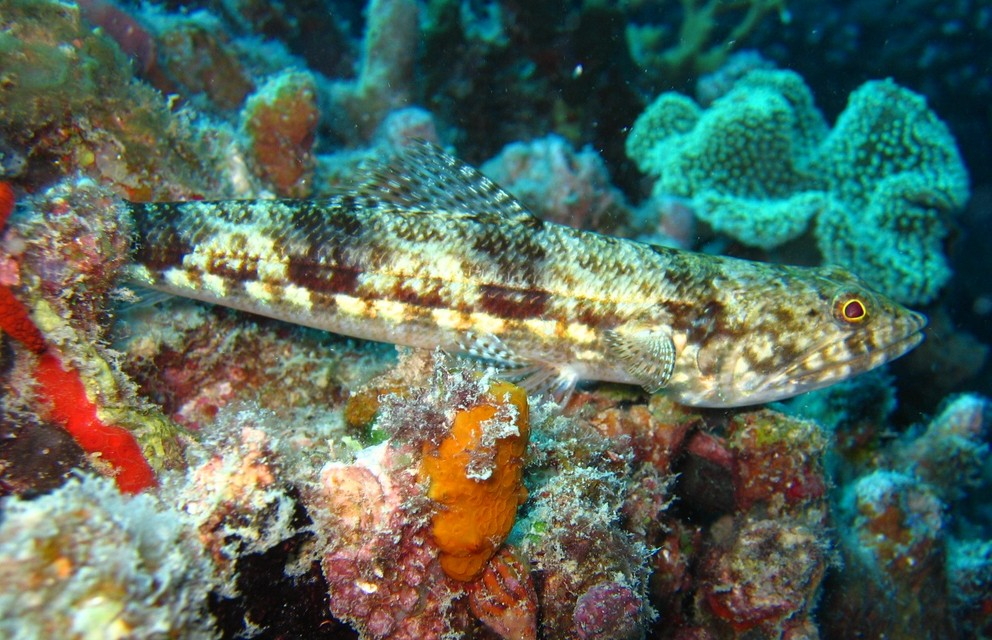
Synodus variegatus

Si tratta di predatori all'aspetto che cacciano piccoli pesci, crostacei ed altri invertebrati. Tutte le specie fanno vita bentonica. Hanno sessi separati.

## Specie
- Genere Harpadon
  - Harpadon erythraeus
  - Harpadon microchir
  - Harpadon nehereus
  - Harpadon squamosus
  - Harpadon translucens
- Genere Saurida
  - Saurida argentea
  - Saurida brasiliensis
  - Saurida caribbaea
  - Saurida elongata
  - Saurida filamentosa
  - Saurida flamma
  - Saurida gracilis
  - Saurida grandisquamis
  - Saurida isarankurai
  - Saurida longimanus
  - Saurida macrolepis
  - Saurida microlepis
  - Saurida micropectoralis
  - Saurida nebulosa
  - Saurida normani
  - Saurida pseudotumbil
  - Saurida suspicio
  - Saurida tumbil
  - Saurida umeyoshii
  - Saurida undosquamis
  - Saurida wanieso
- Genere Synodus
  - Synodus binotatus
  - Synodus capricornis
  - Synodus dermatogenys
  - Synodus doaki
  - Synodus englemani
  - Synodus evermanni
  - Synodus falcatus
  - Synodus fasciapelvicus
  - Synodus foetens
  - Synodus fuscus
  - Synodus gibbsi
  - Synodus hoshinonis
  - Synodus indicus
  - Synodus intermedius
  - Synodus isolatus
  - Synodus jaculum
  - Synodus janus
  - Synodus kaianus
  - Synodus lacertinus
  - Synodus lobeli
  - Synodus lucioceps
  - Synodus macrocephalus
  - Synodus macrops
  - Synodus marchenae
  - Synodus mundyi
  - Synodus oculeus
  - Synodus orientalis
  - Synodus poeyi
  - Synodus pylei
  - Synodus randalli
  - Synodus rubromarmoratus
  - Synodus sageneus
  - Synodus sanguineus
  - Synodus saurus
  - Synodus scituliceps
  - Synodus sechurae
  - Synodus similis
  - Synodus synodus
  - Synodus taiwanensis
  - Synodus tectus
  - Synodus ulae
  - Synodus usitatus
  - Synodus variegatus
  - Synodus vityazi
- Genere Trachinocephalus
  - Trachinocephalus myops[2]